# Schloen-Dratow
Schloen-Dratow település Németországban, Mecklenburg-Elő-Pomeránia tartományban. Lakosainak száma 847 fő (2023. december 31.).

## Népesség
A település népességének változása:
| Lakosok száma | 847  | 831  | 847  | 863  | 871  | 872  | 862  | 847  |
|               | 2012 | 2013 | 2014 | 2017 | 2019 | 2021 | 2022 | 2023 |